# The Burning (Thunderstone)
The Burning è il secondo album in studio del gruppo musicale finlandese Thunderstone.
Il disco è stato ristampato nel 2009 in Europa (il 5 ottobre) e negli Stati Uniti (il 1º dicembre) con alcuni brani dell'album precedente in versione demo e delle cover di artisti famosi.

## Tracce
1. Until We Touch the Burning Sun – 5:55
2. Break the Emotion – 4:42
3. Mirror Never Lies – 3:44
4. Tin Star Man – 5:10
5. Spire – 4:37
6. Sea of Sorrow – 5:03
7. Side by Side – 4:22
8. Drawn to the Flame – 4:43
9. Forth into the Black – 4:41
10. Evil Within – 6:01

### Bonus track (ristampa)
1. Welcome Home (Sanitarium) (Cover dei Metallica)
2. Diamonds and Rust (Cover dei Judas Priest)
3. Heart of Steel (Cover dei Manowar)
4. Let the Demons Free (Versione demo)
5. Voice in a Dream (Versione demo)
6. Me, My Enemy (Versione demo)

## Formazione
- Pasi Rantanen - voce
- Nino Laurenne - chitarra, backing vocals
- Titus Hjelm - basso, backing vocals
- Kari Tornack - tastiere
- Mirka Rantanen - batteria

### Ospiti
- Michael Romeo - Assolo di chitarra in Drawn to the Flame